# 拉沙熱
拉薩熱（英語：Lassa fever）或拉薩出血熱（英語：Lassa hemorrhagic fever, LHF），中國大陸及香港譯為拉沙熱，是一種由拉薩病毒所引起的病毒性出血熱。為生物性危害第四級病毒，大部分被此病毒感染的人不會出現症狀。出現症狀時，通常會發燒、虛弱、頭痛、嘔吐和肌肉疼痛。偶爾也會有口腔或腸胃道的出血。感染後死亡的風險約為百分之一，並且經常在症狀出現後兩週內發生。約四分之一的倖存者中，耳聾的發病率隨著時間的推移而提高了一半左右。
拉薩熱常透過受感染的多乳頭大鼠的尿液或糞便傳播給人類。其天然動物宿主為纳塔柔毛鼠（Mastomys natalensis），這種齧齒類動物是南撒赫爾地區的原生種。而受感染者可以透過直接傳觸傳染給未感染者。只基於症狀來診斷是很困難的。確診需通過實驗室檢驗來檢測病毒的RNA、病毒的抗體或透過細胞培養來找出抗體。其他可能出現類似的病症包括伊波拉出血熱、瘧疾、傷寒熱和黃熱病。而拉薩病毒是沙狀病毒科的一員。
拉薩熱目前尚未有疫苗。預防方式是隔離已受感染的人，並減少與老鼠接觸，也包括養貓來捕捉老鼠，以及將食物保存在密封容器中。治療主要在解決脫水和改善症狀。抗病毒藥物利巴韦林越早給藥，可能越有用。而這些措施皆能改善結果。
這種疾病的描述可追溯到1950年代。該病毒於1969年首次在尼日利亚博尔诺州的拉薩（Lassa）發生的拉薩案件中描述到。這個疾病和伊波拉一樣，一直到臨床病徵出現超過十年之後才確認為病毒性疾病。拉薩熱的首次報告是在1950年代，但是直到1969年拉薩病毒才在兩名死亡的奈及利亞護士身上分離出來。。拉薩熱在西非國家相對普遍，包括奈及利亞、賴比瑞亞、塞拉利昂、幾內亞和迦納等國。大約有30萬至50萬件案例，每年導致約5,000人死亡。由於發生率極高，此疾病為非洲的主要衛生問題之一。

## 病徵其症狀
在此疾病中，有80%是無症狀的，剩下的20%則可能誘發併發症。每年約有5000人死於拉薩熱，在疫區的醫院內，發燒造成死亡的人數達罹難者人數的1/3，為總病患人數的10~16%。
潜伏期約為6至21天左右，此後多處器官產生急性症狀。非特殊症狀包含發燒、臉部腫脹、肌肉無力、結膜炎，和黏膜出血等等，其他症狀包括：
- 腸胃道
  - 噁心
  - 嘔吐 （出血性）
  - 腹瀉 （出血性）
  - 腹痛
  - 便祕
  - 吞嚥困難
  - 肝炎
- 心血管疾病
  - 心包炎
  - 高血壓
  - 低血壓
  - 心跳過快
- 呼吸道
  - 咳嗽
  - 胸痛
  - 呼吸困難
  - 喉炎（英语：Pharyngitis）
  - 胸膜炎
- 神經系統
  - 腦炎
  - 腦膜炎
  - 單側或雙側聽力受損

臨床上，拉薩熱的症狀與其他病毒性出血熱（如埃博拉出血热、馬爾堡病毒，或是瘧疾等等）很難區分。
拉薩熱病毒在患病後3至9周可在尿液中發現，而精液則是3個月。

## 病因

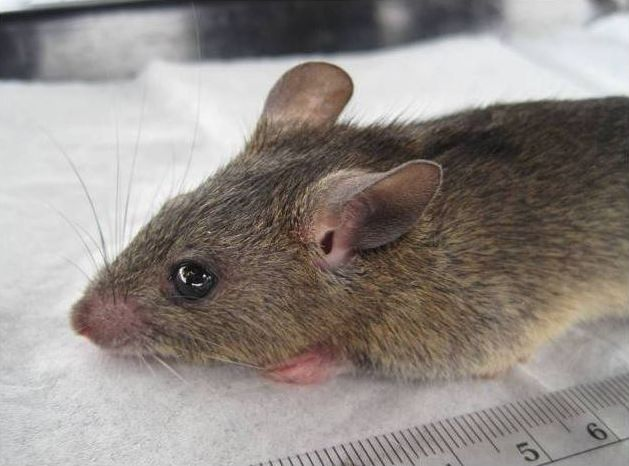
Mastomys natalensis，拉薩熱病毒的天然宿主。

拉薩熱為人畜共同傳染病，傳播給人類的宿主通常是一種名為多乳鼠的囓齒類動物，因為他是全非洲最常見的囓齒類，並時常成為當地人的桌上佳餚。多乳鼠感染拉薩熱之後會進入一段無症狀期，並由糞便及尿液排出病毒，並可以在空氣中傳播。感染人體後，拉薩熱會延滯細胞免疫的作用，並造成猛發性毒血症，可能造成死亡。

## 治疗
早期的对症治疗与补液可降低死亡几率。利巴韦林（一种光谱抗RNA病毒药物）曾被用于部分患者。体外实验证实利巴韦林可抑制病毒繁殖。然而，目前利巴韦林治疗方案的血药浓度分布仅在不到20%的时间内超过EC50，在不到10%的时间内超过EC90。这可能代表利巴韦林难以在所有患者中发挥效用。此外，在一项回顾性研究中，利巴韦林治疗天冬氨酸转氨酶升高患者的死亡率降低，而AST未升高患者的死亡率更高。在一项实验中，研究者使用恢复者血清制备的3种单克隆抗体混合物Arevirumab-3治愈了所有处于疾病晚期的食蟹猴。

## 外部連結
- Echioya, Deborah U.; Hass, Meike; Olshlager, Stephan; Becker-Ziaja, Beate; Chukwu, Christian O. Onyebuchi; Coker, Jide; Nasidi, Abdulsalam; Ogugua, Osi-Ogdu; Gunther, Stephan; Omilabu, Sunday A. . Emerging Infectious Diseases. 6. 2010, 16 (6): 1040–41. PMC 3086228 . PMID 20507773. doi:10.3201/eid1606.100080.
- Branco, Luis M.; Grove, Jessica N.; Boisen, Matt L.; Shaffer, Jeffrey G.; Goba, Augustine; Fullah, Mohammed; Momoh, Mambu; Grant, Donald S.; Garry, Robert F. . Virology Journal. October 4, 2011, 8: 478. PMC 3223505 . PMID 22023795. doi:10.1186/1743-422x-8-478.

- WHO factsheet （页面存档备份，存于）
- CDC info—viral fevers
- Health Protection Agency - viral haemorrhagic fevers
- Merlin[永久]
- Map
- http://wwwnc.cdc.gov/eid/article/12/12/06-0812_article.htm （页面存档备份，存于）